# 马克洛厄
马克洛厄是德国下萨克森州的一个市镇。总面积32.92平方公里，总人口4427人，其中男性2168人，女性2259人（2011年12月31日），人口密度134人/平方公里。